# بحر كاموتس

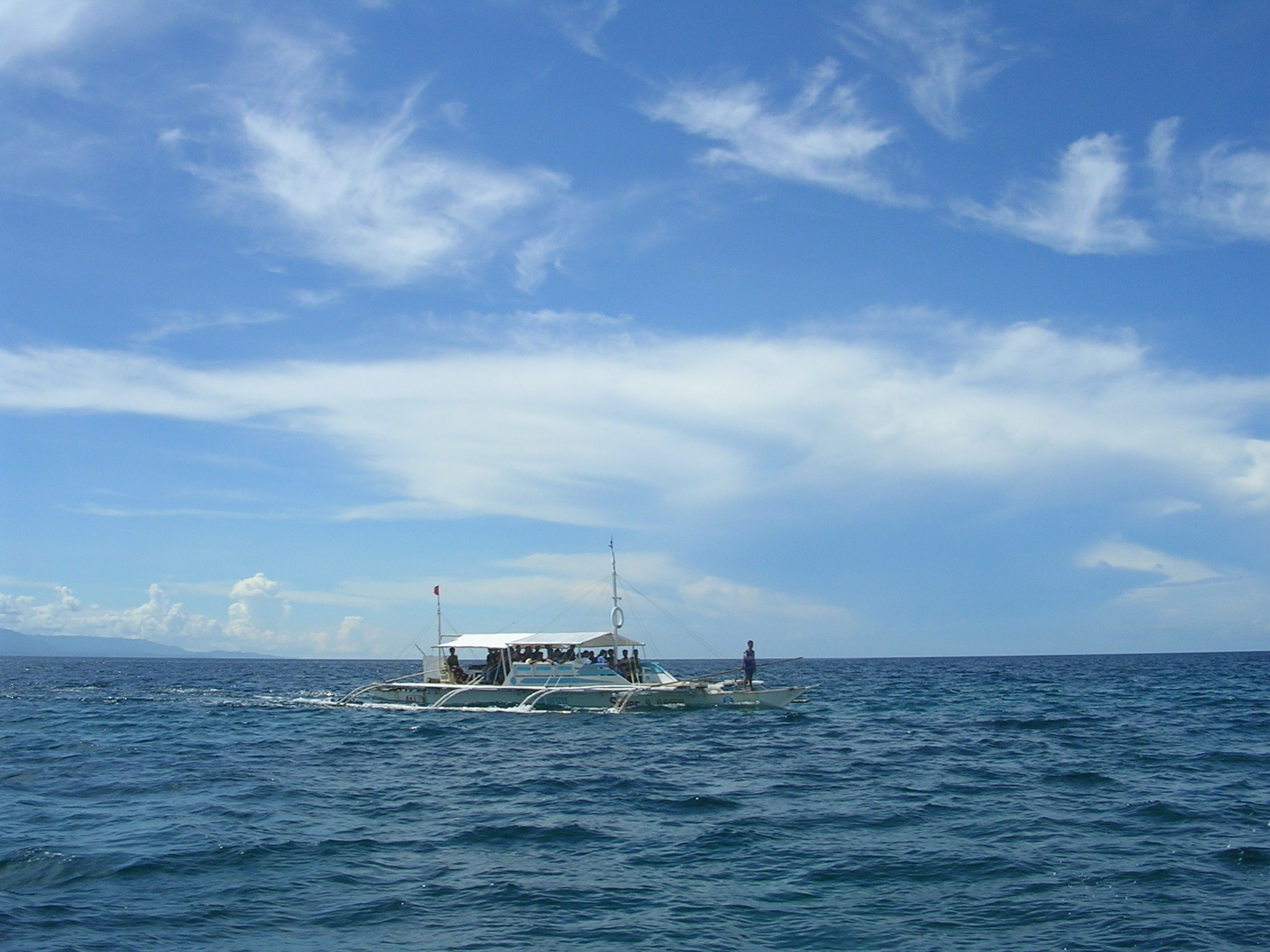
بحر كاموتس قرب ساحل اولانغو.

بحر كاموتس هو بحر صغير داخل الأرخبيل الفلبيني، بين فيساياس الشرقية وفيساياس الوسطى. يحدها جزر يتي إلى الشمال والشرق، بوهول إلى الجنوب، و سيبو إلى الغرب. يصل البحر إلى البحر الفلبيني إلى شمالية غربية، و بحر بوهول إلى الجنوب لقناة Canigao ومضيق سيبو. أنه يحتوي على جزر Camotes وجزيرة ماكتان.
المدن الرئيسية في المنطقة هي Ormoc في مدينة وBaybay في اقليم ليتي، و مدينة سيبو، سيبو.